# Polonia na Węgrzech

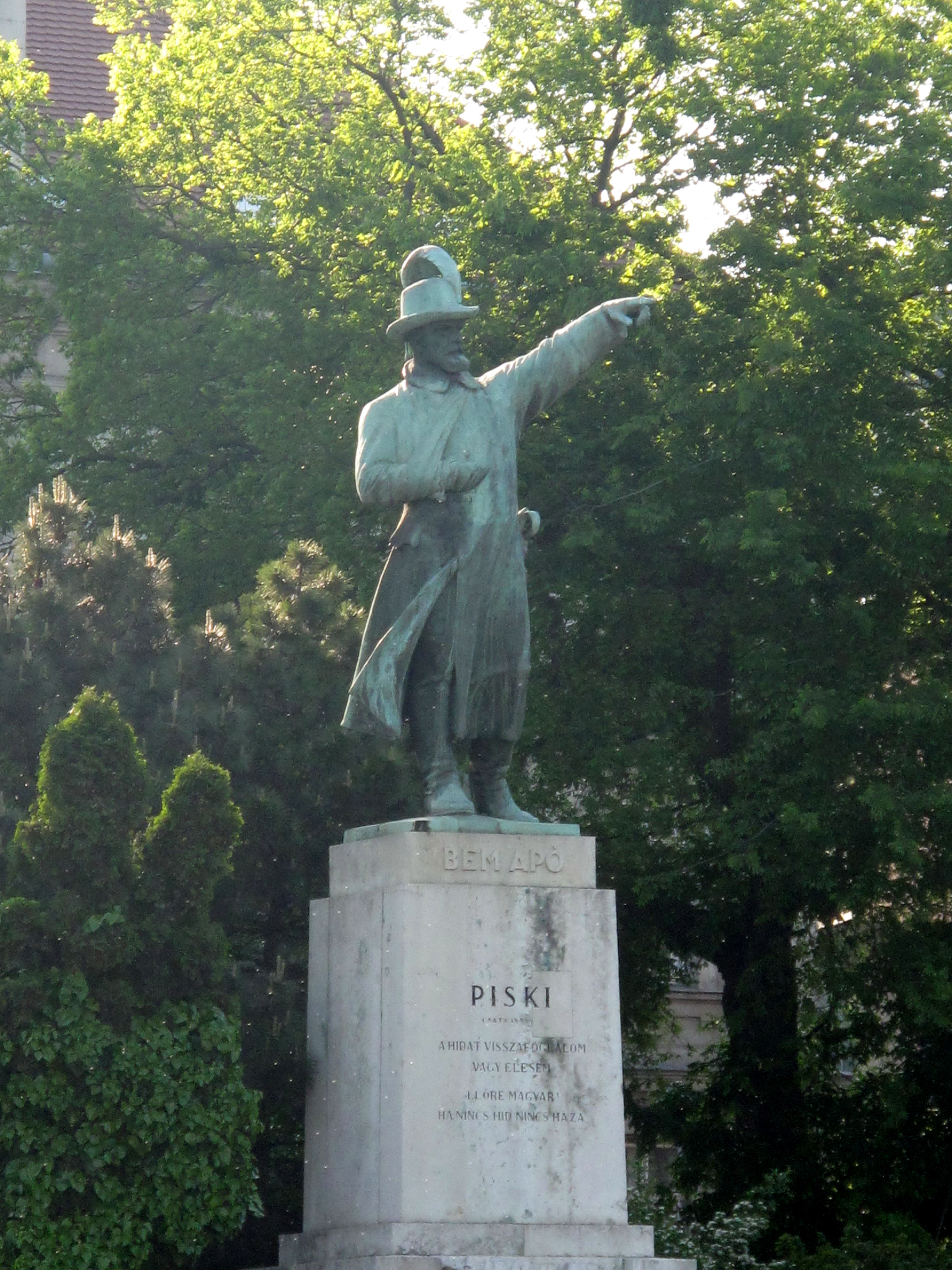
Pomnik Józefa Bema w Budapeszcie

Polonia na Węgrzech – ogół Polaków zamieszkujących terytorium Węgier. Liczy około 15 tysięcy osób (stan na 2012 rok). Jest ona rozproszona na terenie całego kraju, choć 1/3 mieszka w Budapeszcie.

## Historia

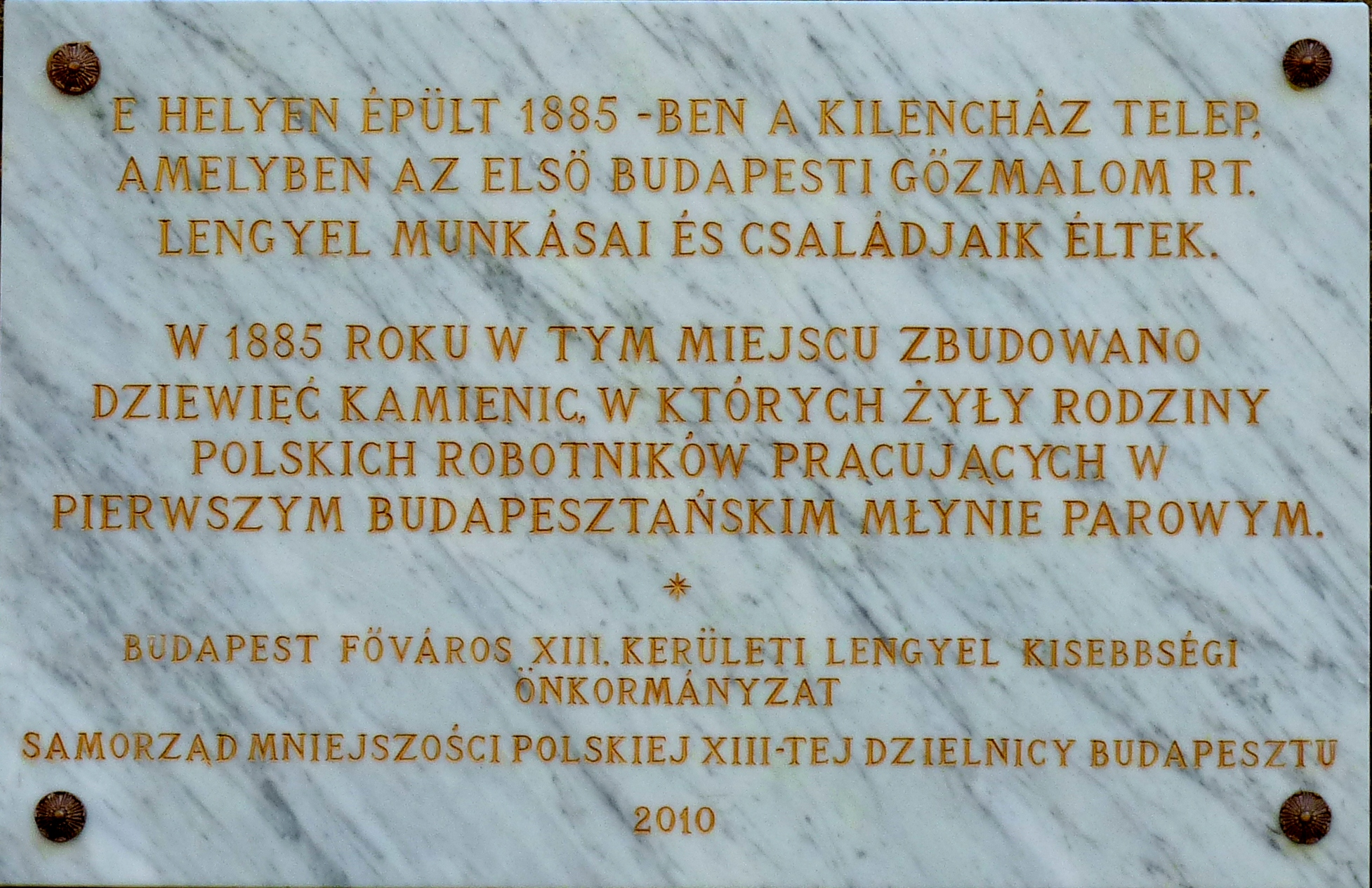
Tablica upamiętniająca XIX-wieczną Polonię w Budapeszcie

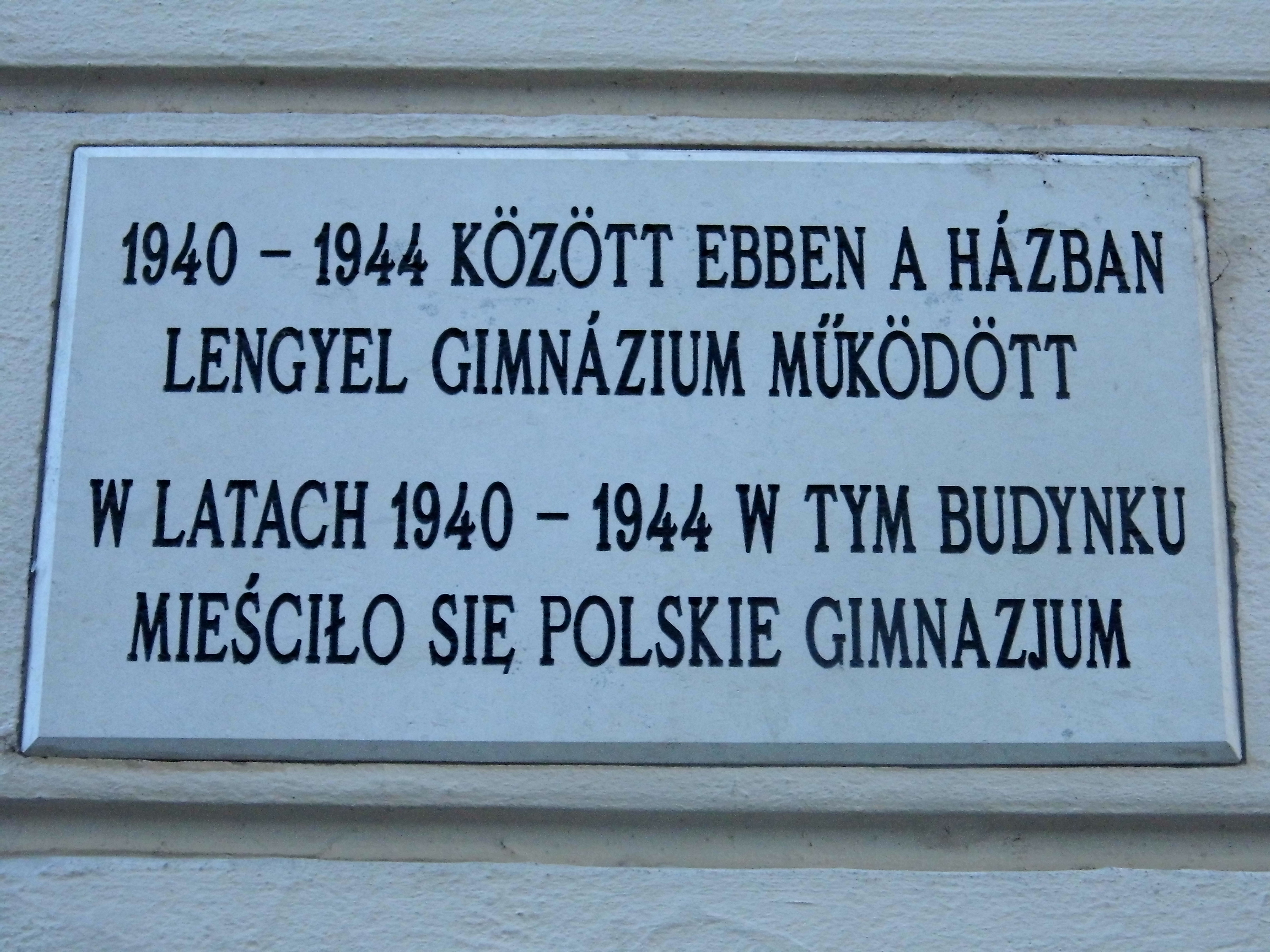
Tablica upamiętniająca polskie gimnazjum w Egerze

Obecność Polonii na Węgrzech jest następstwem dobrosąsiedzkich powiązań dynastycznych Polski i Węgier: osiedlaniu się na Węgrzech polskich uczonych, artystów, rzemieślników, a także osadnictwa wiejskiego rozpoczynającego się już od wczesnego średniowiecza.
Wielu Polaków osiedliło się na tych terenach po walkach wyzwoleńczych Węgrów w latach 1848–1849, w których walczyło tysiące polskich oficerów i żołnierzy pod dowództwem generałów Józefa Bema i Henryka Dembińskiego.
W okresie międzywojennym (dane z 1929 r.) na Węgrzech zamieszkiwało ok. 20 tys. emigrantów polskich, głównie w Budapeszcie i jego okolicach. Nietypowym skupiskiem Polaków była leżąca na północnych Węgrzech wieś Derenk, którą polskojęzyczna ludność zasiedlała od 1717 do 1943 roku. Połowę kolonii polskiej stanowili Żydzi. Byli to przeważnie rzemieślnicy skupieni w towarzystwie Przyjaźń oraz robotnicy zgromadzeni w zrzeszeniu Ranna Jutrzenka. Ponadto działały dwa stowarzyszenia węgierskie: Związek Węgiersko-Polski i Związek Przyjaciół Polaków. Jako organ łącznikowy utworzono Komitet Zapomogowy, utrzymujący bibliotekę i cztery szkółki polskie.
Kolejną liczną falę osadnictwa stanowiły lata II wojny światowej. Po 1939 roku przez Węgry przeszło ponad 100 tysięcy uchodźców – polskich żołnierzy i cywilów. Część z nich znalazła tam schronienie na okres całej wojny i po jej zakończeniu.

## Liczba Polaków
Zgodnie z danymi spisu powszechnego z 2011 roku mniejszość polska na Węgrzech liczy 5730 osób (według danych ze spisu z roku 2001 – 2962 osób). Językiem polskim jako rodzimym posługuje się 3049 osób, językiem polskim w kontaktach z rodziną lub przyjaciółmi posługuje się 3815 osób, zaś 7001 osób deklaruje pochodzenie polskie.
W 10 gminach Polacy stanowią co najmniej 1% mieszkańców:
| Nazwa miejscowości | % Polaków | Komitat              |
| ------------------ | --------- | -------------------- |
| Ládbesenyő         | 17,143    | Borsod-Abaúj-Zemplén |
| Szögliget          | 5,648     | Borsod-Abaúj-Zemplén |
| Teresztenye        | 4,762     | Borsod-Abaúj-Zemplén |
| Tésa               | 4,110     | Pest                 |
| Bakonykúti         | 2,439     | Fejér                |
| Múcsony            | 1,415     | Borsod-Abaúj-Zemplén |
| Emőd               | 1,378     | Borsod-Abaúj-Zemplén |
| Hidegség           | 1,108     | Győr-Moson-Sopron    |
| Kisnémedi          | 1,062     | Pest                 |
| Füzér              | 1,058     | Borsod-Abaúj-Zemplén |

## Organizacje polonijne
Zorganizowany charakter węgierska Polonia miała już w drugiej połowie XIX wieku. Po II wojnie światowej władze komunistyczne Węgier rozwiązały organizacje polonijne i upaństwowiły ich majątek. Ponowne możliwości zaistniały dopiero w 1958 r. Rozwój ruchu polonijnego rozpoczął się jednak w czasach pełnej niepodległości Republiki Węgierskiej po 1990 roku.

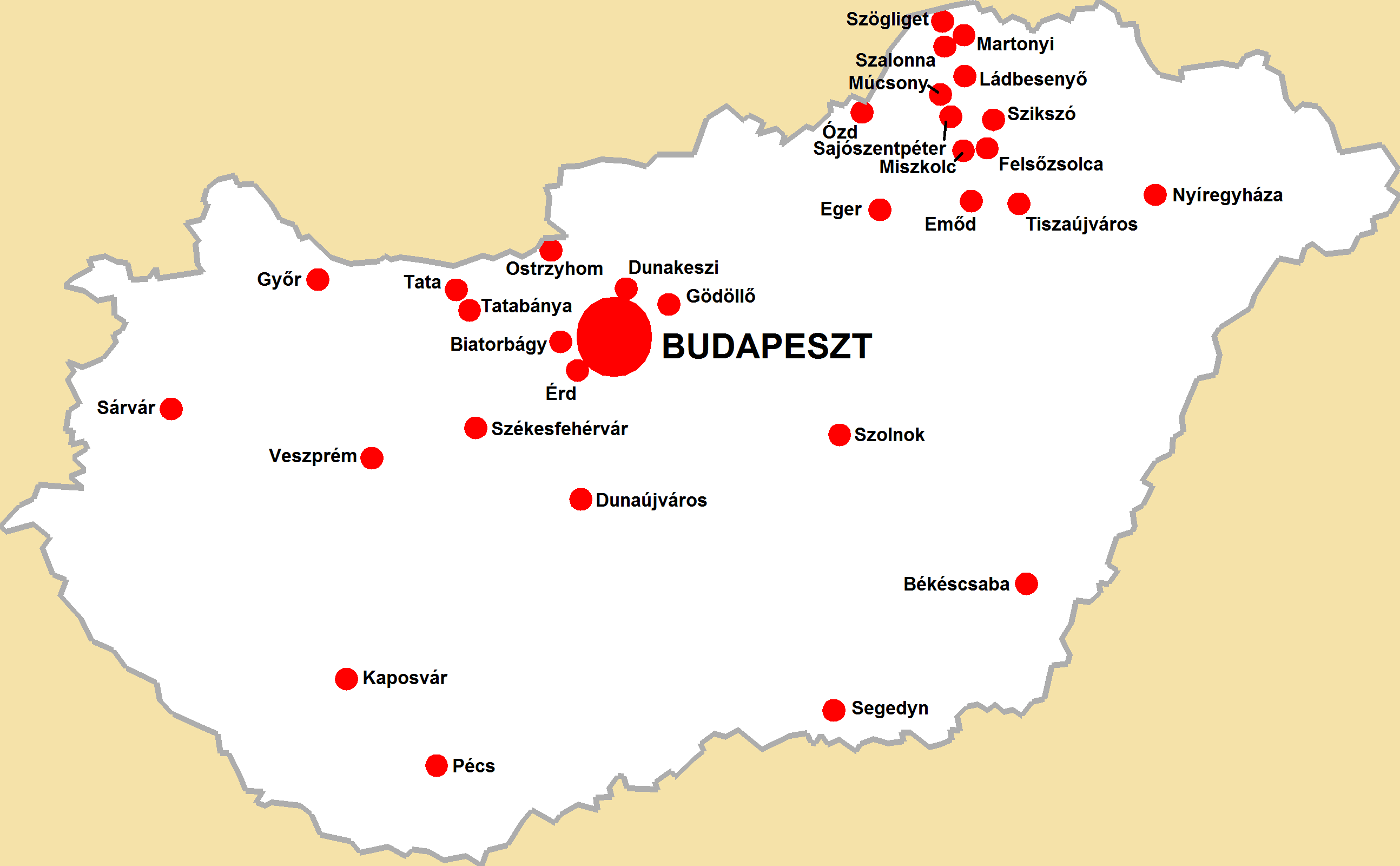
Samorządy mniejszości narodowej polskiej na Węgrzech (oficjalnie zarejestrowane, dane 1.01.2010)

| Nazwa miejscowości                                                        | Typ miejscowości         | Komitat                |
| ------------------------------------------------------------------------- | ------------------------ | ---------------------- |
| Békéscsaba                                                                | miasto                   | Békés                  |
| Biatorbágy                                                                | miasto                   | Pest                   |
| I, II, III, IV, V, VI, VII, VIII, X, XI, XIII, XIV, XIX, XVI, XVII, XVIII | dzielnica budapeszteńska | Budapeszt              |
| Dunakeszi                                                                 | miasto                   | Pest                   |
| Dunaújváros                                                               | miasto                   | Fejér                  |
| Eger                                                                      | miasto                   | Heves                  |
| Emőd                                                                      | miasto                   | Borsod-Abaúj-Zemplén   |
| Érd                                                                       | miasto                   | Pest                   |
| Ostrzyhom                                                                 | miasto                   | Komárom-Esztergom      |
| Felsőzsolca                                                               | miasto                   | Borsod-Abaúj-Zemplén   |
| Gödöllő                                                                   | miasto                   | Pest                   |
| Győr                                                                      | miasto                   | Győr-Moson-Sopron      |
| Kaposvár                                                                  | miasto                   | Somogy                 |
| Ládbesenyő                                                                | wieś                     | Borsod-Abaúj-Zemplén   |
| Martonyi                                                                  | wieś                     | Borsod-Abaúj-Zemplén   |
| Miszkolc                                                                  | miasto                   | Borsod-Abaúj-Zemplén   |
| Múcsony                                                                   | duża wieś                | Borsod-Abaúj-Zemplén   |
| Nyíregyháza                                                               | miasto                   | Szabolcs-Szatmár-Bereg |
| Ózd                                                                       | miasto                   | Borsod-Abaúj-Zemplén   |
| Pecz                                                                      | miasto                   | Baranya                |
| Sajószentpéter                                                            | miasto                   | Borsod-Abaúj-Zemplén   |
| Sárvár                                                                    | miasto                   | Vas                    |
| Szalonna                                                                  | wieś                     | Borsod-Abaúj-Zemplén   |
| Segedyn                                                                   | miasto                   | Csongrád               |
| Székesfehérvár                                                            | miasto                   | Fejér                  |
| Szikszó                                                                   | miasto                   | Borsod-Abaúj-Zemplén   |
| Szolnok                                                                   | miasto                   | Jász-Nagykun-Szolnok   |
| Szögliget                                                                 | wieś                     | Borsod-Abaúj-Zemplén   |
| Tata                                                                      | miasto                   | Komárom-Esztergom      |
| Tatabánya                                                                 | miasto                   | Komárom-Esztergom      |
| Tiszaújváros                                                              | miasto                   | Borsod-Abaúj-Zemplén   |
| Veszprém                                                                  | miasto                   | Veszprém               |

## Rozwój organizacji polonijnych na Węgrzech
W latach 80. XX w. istniał tylko jeden budapeszteński ośrodek polonijny. W roku 1993 było ich już 6, w roku 1995 – 23.  Ośrodki polonijne działały już w 14 województwach węgierskich od 1998 r., natomiast od 2006 roku samych tylko polskich samorządów lokalnych jest już 47. Wiosną 2007 roku powstały samorządy stopnia średniego: Stołeczny Samorząd Mniejszości Polskiej w Budapeszcie i Wojewódzki Samorząd Mniejszości Polskiej w woj. BAZ oraz Ogólnokrajowy Samorząd Mniejszości Polskiej. W sumie wraz z organizacjami społecznymi istnieje na terenie Węgier około 75 zorganizowanych ośrodków polonijnych. Polonia posiada dziś dwie organizacje społeczne o zasięgu ogólnokrajowym: im. gen. Bema (1958) oraz pw. Św. Wojciecha (1992), samorządy mniejszościowe (od 1994–1995, w tym Ogólnokrajowy i Stołeczny), a od 2007 roku SWMP BAZ.
W roku 1998 Polonia węgierska odzyskała budynek, w którym mieścił się Dom Polski oraz budynek Kościoła Polskiego podniesionego w 1991 roku do rangi rzymskokatolickiej Polskiej Parafii Personalnej w Budapeszcie.
Od 1996 roku polscy artyści oraz naukowcy skupili się w Forum Twórców Polonijnych na Węgrzech. W tym samym roku polscy biznesmeni na Węgrzech utworzyli Zrzeszenie Ochrony Interesów Gospodarczych Polaków na Węgrzech "Polonia-Hungaria".
Polonia utworzyła też instytucje oraz organizacje zachowujące polskie dziedzictwo kulturalne na obczyźnie: Muzeum i Archiwum Węgierskiej Polonii, Ogólnokrajową Szkołę Polską i Dom Polski w Budapeszcie, młodzieżowy, ludowy zespół taneczny „Polonez” oraz Grupę Teatralną „Dom otwarty”.

## Polskie media na Węgrzech
Od 1987 r. ukazuje się kwartalnik Głos Polonii, od 1995 – miesięcznik Polonia Węgierska, a od 2003 roku - kwartalnik katolicki Quo Vadis. W 1998 roku w radiu węgierskim – Magyar Rádió działa Redakcja Polska. MTV – (Magyar TV) nadaje 2 razy w miesiącu magazyn mniejszościowy pt. Rondo zajmujący się tematyką polonijną.